# Harmony (canção)
"Harmony" é um single do DJ e produtor holandês Nicky Romero e dos DJs húngaros Stadiumx, com os vocais da cantora e compositora inglesa Georgia Ku. Foi lançado em 21 de Dezembro de 2015 pela Protocol Recordings e também é o primeiro single de Nicky Romero depois da revelação de seus problemas com ansiedade.